# Ножний привод

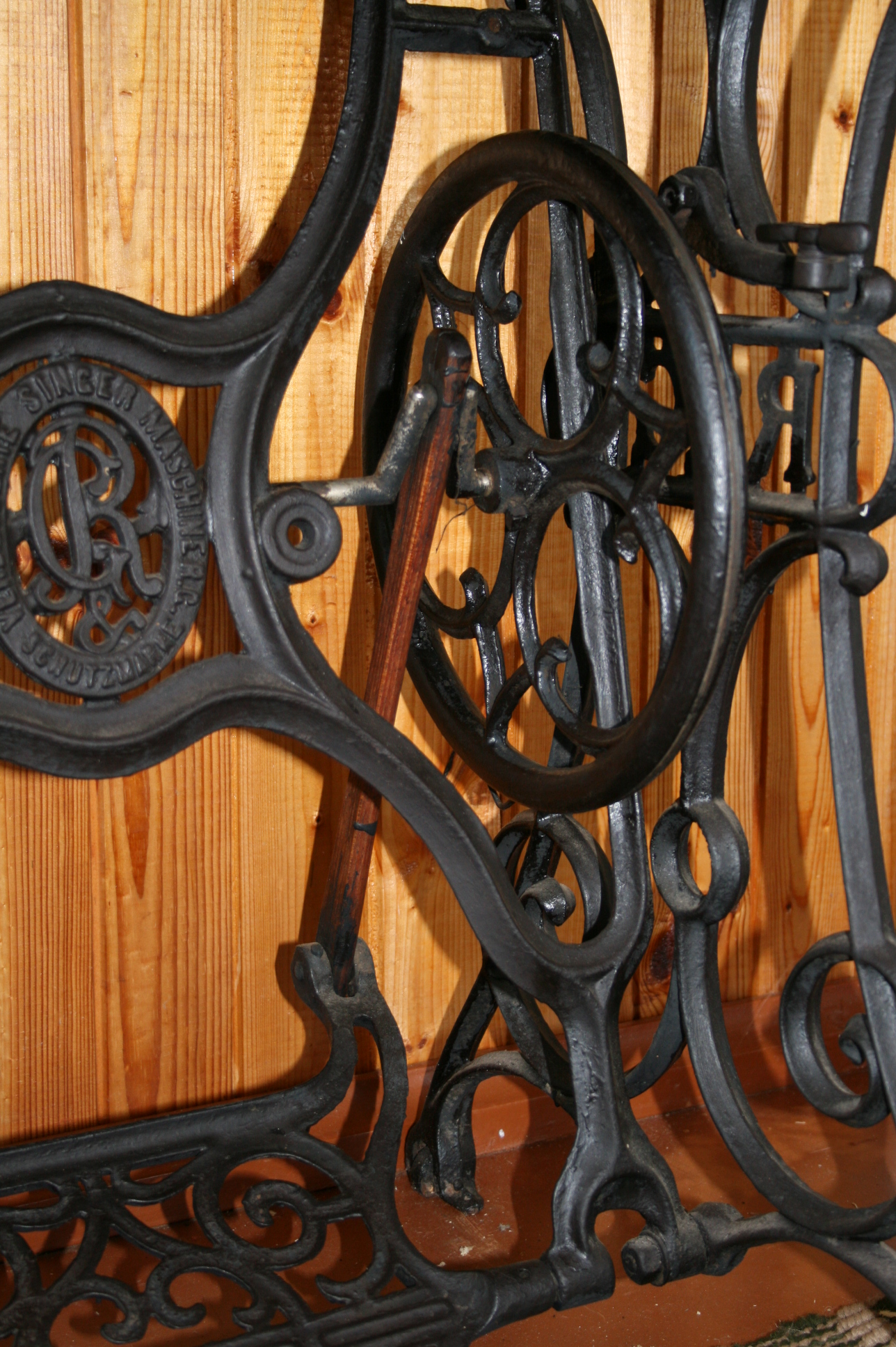
Ножний привод швацької машини Singer з шатуном, кривошипом і ведучим колесом з жолобом для паса.

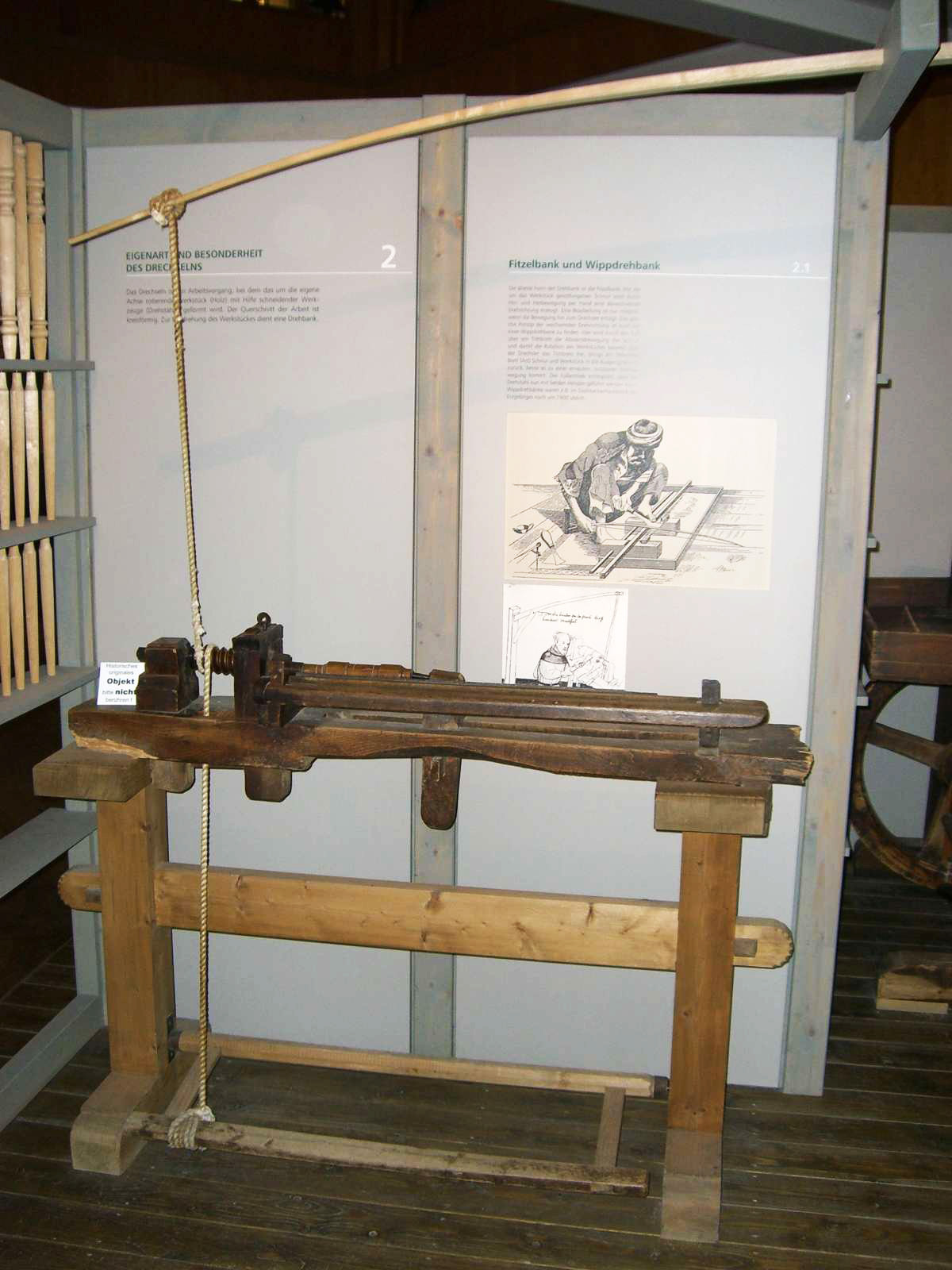
Токарний верстат з ножним приводом навперемінного обертання

Ножний привод — різновид мускульного двигуна, що перетворює поступальний рух педалі в обертовий рух колеса. Ножними приводами споряджають точильні круги, самопрядки, токарні верстати й швацькі машини. Ручний ткацький верстат теж містить дві педалі, але принцип роботи і призначення їх відмінні: вони служать для розсування ремізок.
На токарних верстатах тривалий час застосовувався примітивний ножний привод з навперемінним обертанням шпинделя (такий верстат побутував українських територіях ще наприкінці XIX — початку XX століття під назвою «токарня»). Педаль у цьому приводі мала мотузку, що обвивалася кількома витками навколо шпинделя і кріпилася до похилої пружної жердини. При натисканні педалі шпиндель обертався в одну сторону, при відпусканні — в іншу. Пізніше з'явилися вдосконалені приводи, де замість мотузки використовувалися шатун з кривошипом, що уможливлювали надавати шпинделю постійного обертання в одну сторону.
Типовий ножний привод складається із закріпленої на осі педалі (на українських самопрядках називалася «підніжок»), до кінця якого рухомо кріпиться шатун («циганка»), верхнім кінцем з'єднаний з колінвалом (або кривошипом). Для рівномірного обертання вісь колінвала (кривошипа) часто має маховик. Передавання обертального моменту на споживач енергії (швацьку машинку, наждаковий круг, токарний верстат, прядку) здійснюється частіше за все пасовою передачею.
Механічні прядки з ножним приводом у Європі використовуються з XVI століття. Відомі самопрядки, які споряджені двома педалями.
Ножний привод гончарного круга не має педалі: він являє собою масивний дерев'яний круг («спідняк»), закріплений під верхнім кругом-«верхняком».

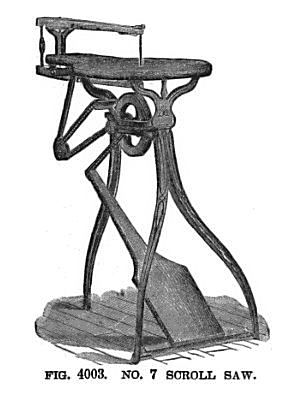
Лобзиковий верстат[en] XIX століття
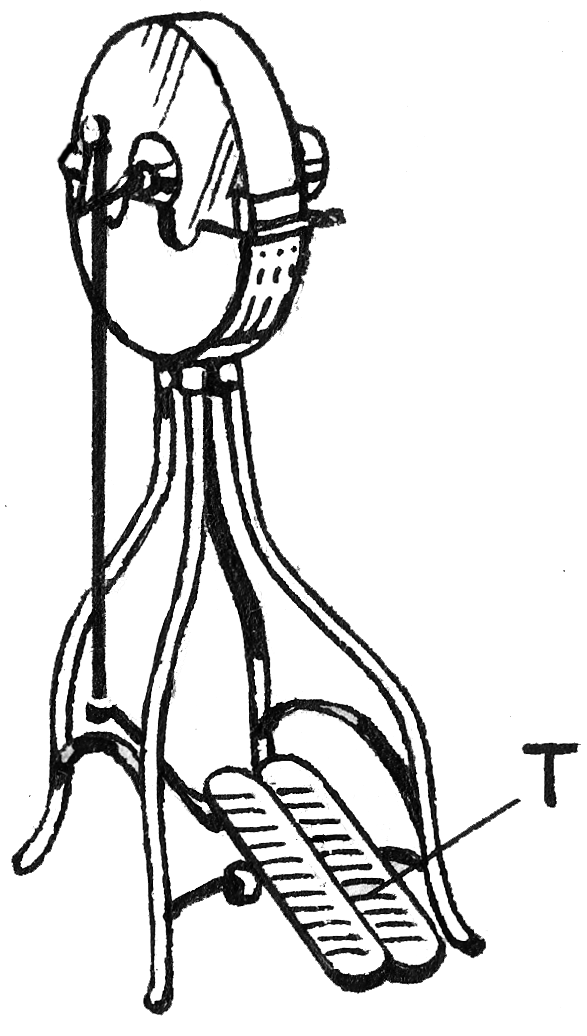
Точило
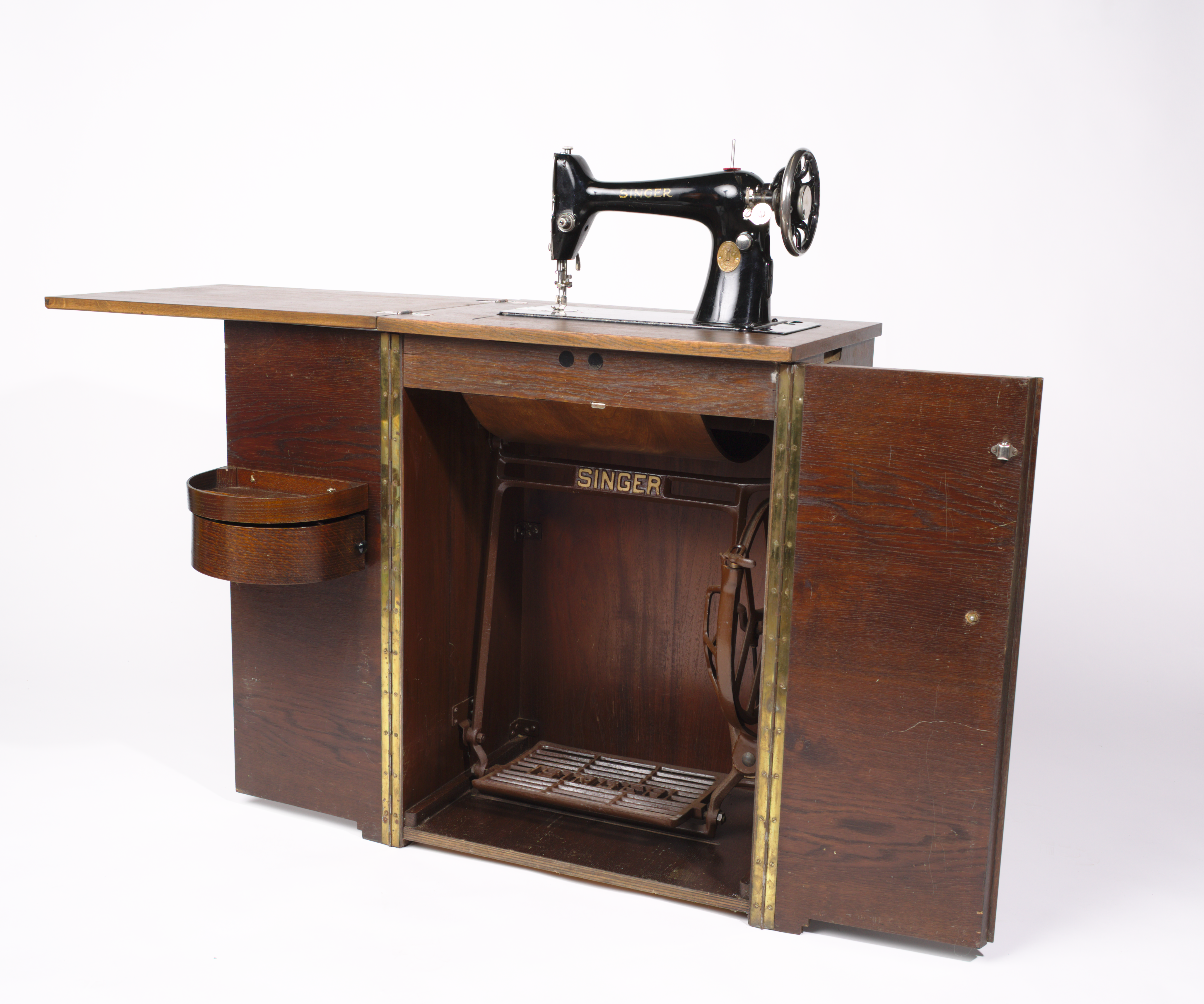
Привод швацької машини Singer, вбудований у шафку.
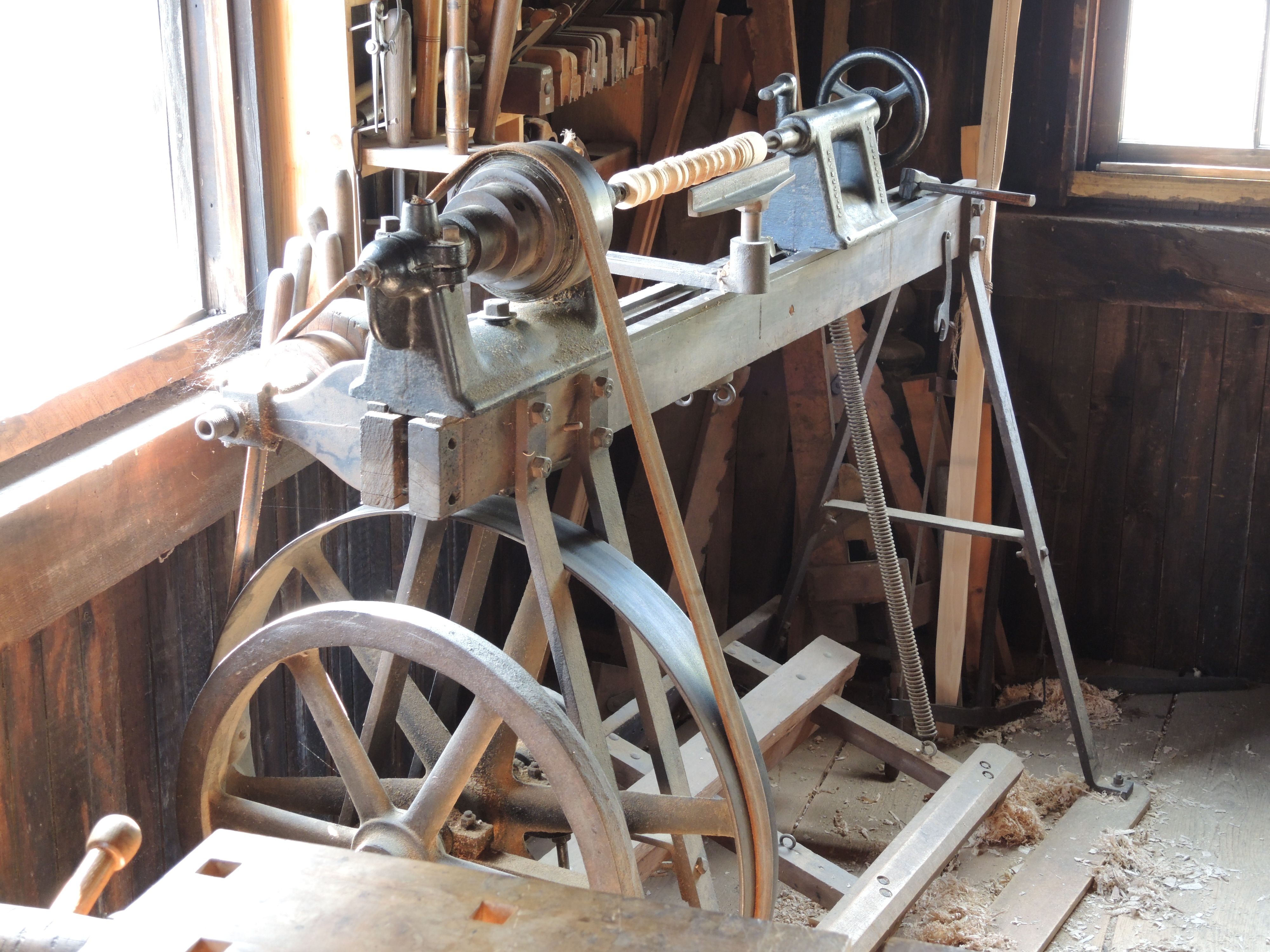
Токарний верстат
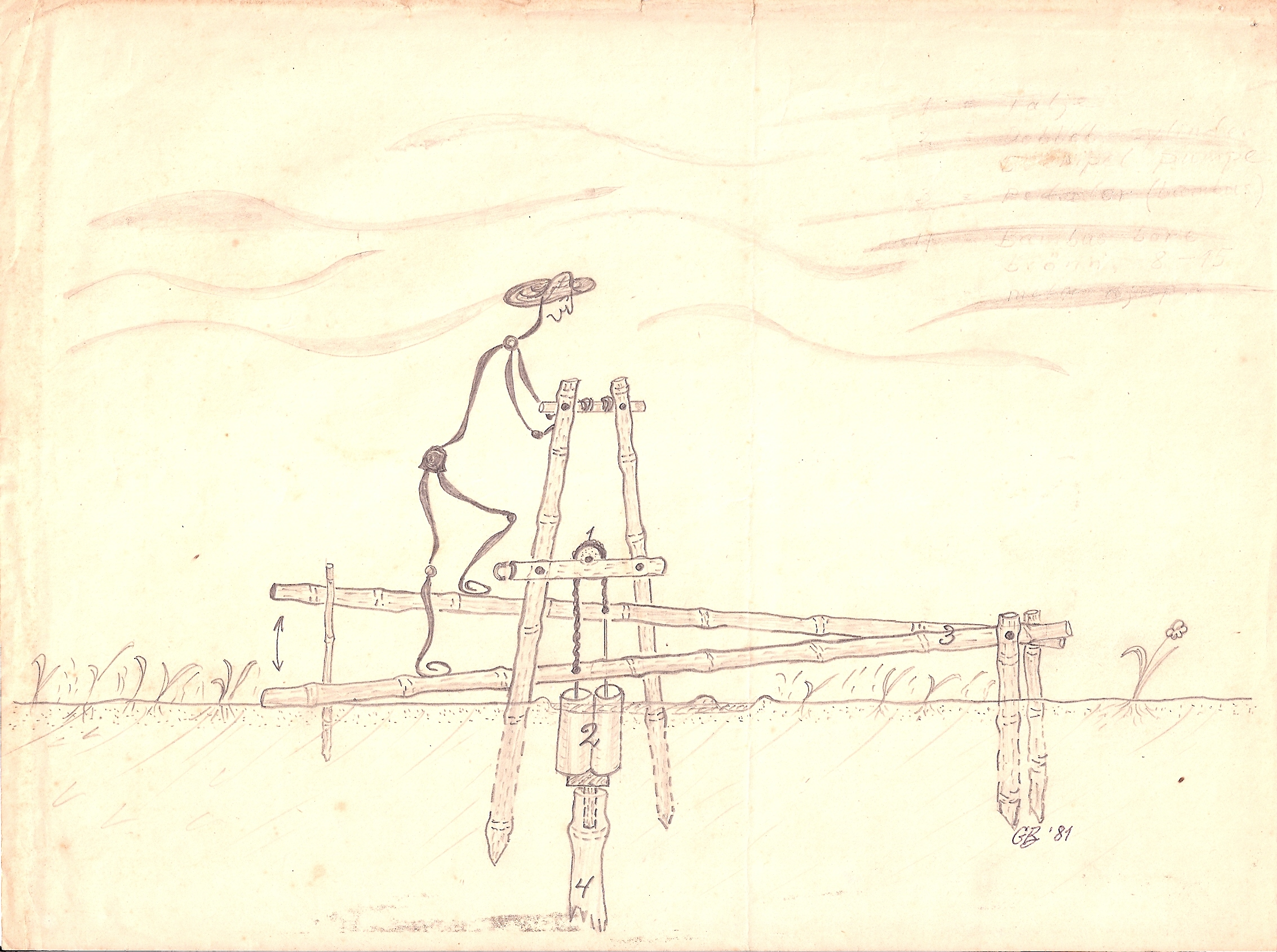
Педальний насос